# Jerker Helander
Klas Jerker Alfred Helander, född 24 juli 1920 i Gisslarbo, Malma socken, Västmanland, död 27 januari 2000 i Martin Luthers församling i Halmstad, var en svensk målare och tecknare.
Han var son till bergsingenjören Thure Helander och Ellen Gerda Viktoria Nilsson. Helander studerade vid Skolan för bok- och reklamkonst i Stockholm 1940–1943 och genom självstudier under resor till bland annat Danmark och Norge. Separat ställde han ut i Åmål 1949 och sedan 1948 medverkade han nästan årligen i Dalslands konstförenings utställningar i Åmål och föreningens utställningar på Göteborgs konsthall. Vid sidan av sitt eget skapande var han anlitad av flera svenska bokförlag för framställning av bokomslag. 